# 米亞瓦河

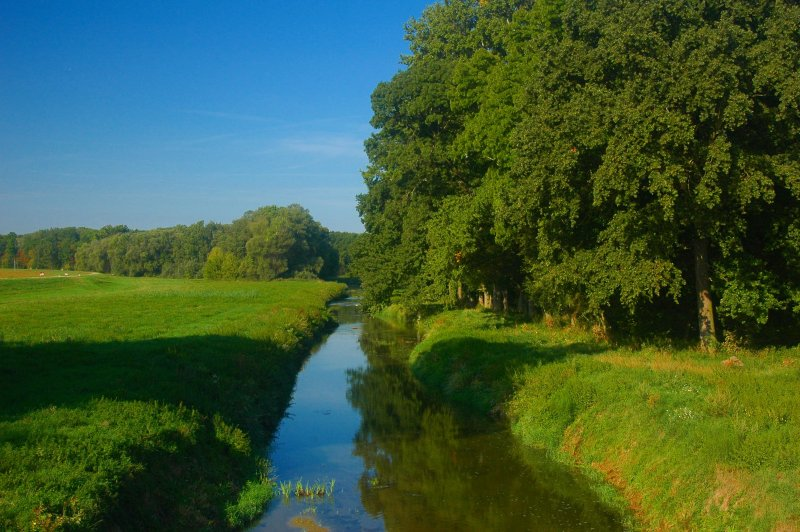

米亞瓦河是中歐的河流，流經斯洛伐克西部和捷克，屬於摩拉瓦河的左支流，河道全長79公里，流域面積806平方公里，河畔城鎮有米亞瓦。
48°38′N 16°58′E / 48.633°N 16.967°E